# Focas l'Hortolà
Focas l'Hortolà, el Jardiner o Focas de Sinope (Sinope, Turquia, segle iii - 303) fou un llegendari pagès cristià, mort màrtir. És venerat com a sant per diverses confessions cristianes.

## Hagiografia
La seva hagiografia pot provenir de la fusió de les històries de tres homes diferents del mateix nom: Focas d'Antioquia, el bisbe Focas de Sinope, màrtir en 102, i un camperol anomenat Focas. A partir d'un procés de duplicació de personalitat hagiogràfica s'originà la figura llegendària de Focas l'Hortolà.

### Llegenda
Segons la tradició, Focas era camperol i vivia a Sinope (Paflagònia, actual Turquia). Cristià i molt caritatiu, donava els fruits dels seus conreus als necessitats, i ajudava els cristians perseguits. Durant una de les persecucions de Dioclecià, cap al 303, va donar hospitalitat a un grup de soldats que, justament, l'estaven buscant per matar-lo. Els soldats, que no el coneixien, van agrair-li molt la seva acollida, i Focas els digué que els ajudaria a trobar la persona que buscaven.
Mentre els soldats dormien a la nit, Focas va cavar una fossa i va pregar, i al matí va revelar la seva identitat als soldats. Sorpresos, aquests acordaren que li dirien al seu cap que no l'havien pogut trobar, per salvar-lo, però Focas refusà l'oferiment i els exhortà a complir el seu deure: els soldats, llavors, van decapitar-lo i sebolliren el cos a la fossa que ell mateix havia cavat.
El seu culte fou portat pels romans d'Orient al sud d'Itàlia, on és patró dels pagesos i d'algunes viles.

## Veneració
És citat per sant Asteri d'Amasia (ca. 400). Com que Focas en grec deriva de la mateixa paraula que foca, es convertí en un dels patrons dels mariners i navegants. En alguns llocs costaners de la Mediterrània oriental, era tradició reservar per al sant una part de cada àpat, anomenada la «porció de Sant Focas»: aquesta porció era comprada per un dels viatgers i els diners eren donats al capità, que els havia de donar als pobres del port on arribessin, com a agraïment al sant per la seva protecció durant el trajecte.